# Leopoldo I, Duque da Áustria
Leopoldo I (Viena, 4 de Agosto de 1290 – Estrasburgo, 28 de Fevereiro de 1326) foi Duque da Áustria e Estíria, da família Habsburgo.

## Vida
Leopoldo era o terceiro filho do rei Alberto I da Germânia e de Isabel de Gorizia-Tirol. Leopoldo era irmão do Duque Frederico I o Belo (também Rei dos Romanos).
Após a morte do pai, Leopoldo tornou-se no líder da casa de Habsburgo. Como administrador da Áustria Anterior, ele sofreu uma derrota decisiva contra a Suíça, na Batalha de Morgarten, em 1315. Leopoldo também lutou para que o seu irmão Frederico fosse eleito Rei dos Romanos. Leopoldo também lutou pela libertação do irmão, que tinha sido capturado pelo Imperador Luís IV, após a Batalha de Mühldorf.
Leopoldo faleceu em Estrasburgo, em 1326.

## Casamento e descendência
Leopoldo casou-se com Catarina de Saboia, filha de Amadeu V de Saboia em 1315.
Catarina e Leopoldo tiveram a seguinte descendência:
- Catarina da Áustria, casou-se com Enguerrando VI, Senhor de Coucy;
- Inês da Áustria (1321/26–1392).